# Journal of Institutional Economics
Journal of Institutional Economics (JIE) — спеціалізоване наукове видання (Велика Британія); видається Європейською асоціацією еволюційної політичної економії з 2005 р.
У журналі публікуються роботи, присвячені дослідженню природи, ролі і еволюції установ в економіці, включаючи фірми, держави, ринки, гроші, домогосподарства та інші установи й організації.
До редколегії журналу входять відомі економісти: М. Аокі, М. Блауг, Ш. Дау, Янош Корнаї, Дуглас Норт, Е. Остром, Т. Шеллінг та ін
Періодичність виходу журналу: 3 номери на рік.